# Urpo Pikkupeura
Urpo Paavo Pikkupeura (* 22. März 1957 in Rovaniemi) ist ein ehemaliger finnischer Eisschnellläufer.

## Werdegang
Pikkupeura, der für die Pieksämäen Veikot startete, wurde im Jahr 1971 finnischer Jugendmeister im Sprint-Mehrkampf sowie im Jahr 1973 im Mini-Mehrkampf und kam bei finnischen Meisterschaften achtmal auf den zweiten und viermal auf den dritten Platz. Zudem wurde er fünfmal finnischer Meister im Sprint-Mehrkampf (1977, 1979, 1980, 1989, 1990) und startete international erstmals in der Saison 1978/79. In den folgenden Jahren siegte er im Jahr 1981 bei der 3-Bahnen-Tournee in Madonna di Campiglio im Großen Vierkampf und wurde im Jahr 1982 bei der 3-Bahnen-Tournee in Innsbruck Dritter im Mehrkampf. In der Saison 1983/84 lief er bei der 3-Bahnen-Tournee in Innsbruck erneut auf den dritten Platz im Mehrkampf und bei der Sprintweltmeisterschaft 1984 in Trondheim auf den 19. Platz. Beim Saisonhöhepunkt, den Olympischen Winterspielen 1984 in Sarajevo, belegte er den 27. Platz über 500 m und den 23. Rang über 1000 m. In der Saison 1984/85 kam er bei der Mehrkampfeuropameisterschaft 1985 in Eskilstuna auf den 21. Platz, bei der Mehrkampfweltmeisterschaft 1985 in Hamar auf den 33. Rang im  Großen Vierkampf und bei der Sprintweltmeisterschaft 1985 in Heerenveen auf den 26. Platz. Im November 1985 nahm er in Trondheim erstmals am Eisschnelllauf-Weltcup teil, wobei er über 500 m die Plätze 20 sowie 19 und über 1000 m die Plätze 19 sowie 18 errang. In den folgenden Jahren belegte er bei der Sprintweltmeisterschaft 1988 in West Allis den 22. Platz und bei der Sprintweltmeisterschaft 1989 in Heerenveen erneut den 26. Platz. In der Saison 1989/90 erreichte er in Davos mit dem siebten Platz über 500 m seine einzige Top-Zehn-Platzierung im Weltcup und absolvierte zum Saisonende in Heerenveen seinen letzten Weltcup, wobei er über 500 m die Plätze 21 sowie 17 und über 1000 m den 19. Platz errang. Außerdem kam er bei der Sprintweltmeisterschaft 1990 in Tromsø auf den 25. Platz.

## Erfolge

### Olympische Spiele
- 1984 Sarajevo: 23. Platz 1000 m, 27. Platz 500 m

### Mehrkampf-Weltmeisterschaften
- 1985 Hamar: 33. Platz Großer Vierkampf

### Sprint-Weltmeisterschaften
- 1984 Trondheim: 19. Platz Sprint-Mehrkampf
- 1985 Heerenveen: 26. Platz Sprint-Mehrkampf
- 1988 West Allis: 22. Platz Sprint-Mehrkampf
- 1989 Heerenveen: 26. Platz Sprint-Mehrkampf
- 1990 Tromsø: 25. Platz Sprint-Mehrkampf

### Mehrkampf-Europameisterschaften
- 1985 Eskilstuna: 21. Platz Großer Vierkampf

## Persönliche Bestleistungen
| Disziplin | Zeit         | Datum             | Ort                  |
| --------- | ------------ | ----------------- | -------------------- |
| 500 m     | 38,00 s      | 17. Januar 1988   | Davos                |
| 1000 m    | 1:16,26 min  | 6. Januar 1990    | Davos                |
| 1500 m    | 1:59,19 min  | 13. Januar 1990   | Davos                |
| 3000 m    | 4:25,13 min  | 26. Dezember 1980 | Inzell               |
| 5000 m    | 7:30,41 min  | 3. Januar 1981    | Inzell               |
| 10.000 m  | 16:15,48 min | 10. Januar 1981   | Madonna di Campiglio |